# گریگوری لاکومب
گریگوری لاکومب (انگلیسی: Grégory Lacombe؛ زادهٔ ۱۱ ژانویهٔ ۱۹۸۲) بازیکن فوتبال اهل فرانسه است.
از باشگاه‌هایی که در آن بازی کرده‌است می‌توان به باشگاه فوتبال کلرمون فوت، آ.اس موناکو، باشگاه فوتبال ویتوریا ستوبال، باشگاه ورزشی مون‌پلیه، و باشگاه فوتبال آژاکسیو اشاره کرد.
وی همچنین در تیم ملی فوتبال فرانسه بازی کرده‌است.